# Лавесне
Лавесне́ (фр. и окс. Laveissenet) — коммуна во Франции, находится в регионе Овернь. Департамент — Канталь. Входит в состав кантона Мюра. Округ коммуны — Сен-Флур.
Код INSEE коммуны — 15100.
Коммуна расположена приблизительно в 430 км к югу от Парижа, в 80 км южнее Клермон-Феррана, в 40 км к северо-востоку от Орийака.

## Население
Население коммуны на 2008 год составляло 93 человека.
| 1962 | 1968 | 1975 | 1982 | 1990 | 1999 | 2008 |
| ---- | ---- | ---- | ---- | ---- | ---- | ---- |
| 149  | 165  | 149  | 144  | 116  | 104  | 93   |

## Экономика
В 2007 году среди 47 человек в трудоспособном возрасте (15—64 лет) 38 были экономически активными, 9 — неактивными (показатель активности — 80,9 %, в 1999 году было 70,5 %). Из 38 активных работали 35 человек (20 мужчин и 15 женщин), безработных было 3 (2 мужчин и 1 женщина). Среди 9 неактивных 0 человек были учениками или студентами , 7 — пенсионерами , 2 были неактивными по другим причинам.